# Нен Гейворт
Нен Елісон Саттер Гейворт (англ. Nan Alison Sutter Hayworth; нар. 14 грудня 1959, Чикаго, Іллінойс) — американська політична діячка, лікарка та підприємиця. Членкиня Республіканської партії. З 2011 по 2013 роки представляла 19-й округ штату Нью-Йорк у Палаті представників США.
Виросла у Манстері (штат Індіана), обидва батьки були ветеранами Другої світової війни. Її мати емігрувала до США з Англії у 1948 р. Закінчила Принстонський університет і Медичний коледж Корнелльський університету в Ітаці, після чого вивчала офтальмологію в медичному комплексі Маунт-Синай, Нью-Йорк. Спочатку вона вела сольну практику, а у 1996 р. приєдналася до Mount Kisco Medical Group.
У 1981 році одружилася з доктором Скоттом Д. Гейвортом, главою Mount Kisco Medical Group. У пари є двоє синів.